# Wolf System
Концерн Wolf System состоит из 23 филиалов, которые находятся в 20 странах. Компания была основана в 1966 году Иоганном Вольфом в Шарнштайне, Верхняя Австрия. Филиалы расположенные по всей Европе, делятся на две материнские компании: Wolf Systembau GmbH с головным офисом в Шарнштейне, в Верхней Австрии (Австрия) и Wolf System GmbH с головным офисом в Остерхофене, в Нижней Баварии (Германия) и многочисленными дочерними компаниями. Управление всей группой производит Wolf Holding GmbH (Шарнштейн).
Благодаря ежегодному строительству более 4000 железобетонных круглых резервуаров, компания стала одной из ведущих европейских компаний в секторе строительства резервуаров. Концерн имеет большой опыт строительства в сельском хозяйстве, промышленности и коммерческом строительстве, строительстве домов: ежегодно производится и монтируется более 4000 зданий, сооружений, конструкций крыш. В концерне работают около 2700 человек.

### История фирмы
В 1962 году Иоганн Вольф (1933-2014) начал работать на ферме своих родителей в Шарнштейне, Верхняя Австрия, в небольшой торговой компании. В 1966 году он открыл фирму Wolf Systembau GmbH, которая стала материнской компанией для сегодняшнего концерна, начав со строительства зданий с применением опалубки. Железобетонные резервуары и силосы для сельского хозяйства были первыми продуктами, которые впоследствии стали важной и очень успешной частью компании. Со временем компания начала строить здания для сельского хозяйства, такие как ангары для машин, складские помещения, конюшни.
Первый филиал за пределами Австрии был открыт в 1968 году в Мюнхене. В 1974 году был открыт офис компании во Франции, в городке Лётенайм. Проектирование и производство сборных домов в Шарнштейне началась в 1975 году.
После покупки лесопромышленной компании в Остерхофене, Нижняя Бавария, в 1980 году мюнхенский филиал концерна был переведён в Остерхофен. За этим последовала дальнейшая международная экспансия: в 1986 году был открыт филиал «Wolf System Italien» в Кампо-ди-Тренс, а в 1987 году - «Wolf System Switzerland» в Рюти, в 1989 году был открыт филиал  «Wolf System Építőipari Kft.» в Капошваре и «Wolf Systems Ltd.» в Ковентри, в 1991 году открыт офис «Wolf System Tschechien» в Праге.
В 1992 году деятельность компании была расширена на Польшу, а в 1994 году был открыт завод под Катовице. Французская филиал компании «Wolf Connexion» была основана в 1993 году в Лимае под Парижем, ещё одно предприятие было организовано в немецком городе Штольпен и в 1994 году в Берлине. За этим последовало создание «Wolf Agroles» в Москве (1996), «Wolf Canarias» на Тенерифе (1998) и «Wolf System Croatia» в Сесвете (1999).
Филиалы Wolf Haus в Германии и Италии были расширены в 2002 году. В 2003 году начато производство сборных домов в Чехии. В 2004 году было расширено производство сборных домов и деревянных конструкций в Шарнштейне, а также расширились производственные мощности в Катовицах и Капошваре.
В 2005 году Wolf System (Остерхофен) получила немецкую награду «Золотой куб». В честь 40-летия компании, в 2006 году в Шарнштейне было построено новое административное здание - «Центром передового опыта». В том же году в городе Цесис (Латвия) была основана дочерняя компания «Wolf System SIA». В 2007 году городе Шяуляй (Литва) была основана «Wolf System UAB». В этом же году концерн приобретение австрийскую строительную компании Lehner Landwirtschaftsbau GmbH & Co KG.
В 2008 году в Араде было создано румынское отделение Wolf System SRL. В 2009 году в Дечино (Россия) началось строительство нового административного здания с производственным заводом по переработке стали и деревообработки. В 2010 году филиалы были открыты в Орехове (Словения) и Барселоне (Испания).
В 2011-2013 годах производственная площадка в Остерхофене была расширена, а в Лимае (Франция) было построено новое административное и складское здание. В Украине была создана компания ООО «Вольф Систем», в Белоруссии - «WOLF System Edinolichnoye Vladenie». Компания Wolf System SIA (Латвия) создаёт дочернюю компанию Wolf System OÜ (Эстония). Основано ООО «Вольф Дом Сибирь» в России.
В 2014 году концерн инвестировал в инфраструктуру филиалов во многих странах.
В 2015 году было построено новое офисное здание для Wolf System в Венгрии. В этом же году были произведены крупные подготовительные инвестиции в Wolf System (Италия) для производства сборных домов. Концерн инвестирует в столярное оборудование и таким образом увеличивает продуктивность Wolf Systembau в Австрии.
В 2016 году концерн празднует 50-летие с момента основания. В этом же году происходит полная реконструкция производственной линии для сборных домов. Концерн строит дополнительный производственный цех компании Wolf System в Германии для производства деревянных панельных стен для промышленности и коммерческого строительства. В Италии открывается новый производственный цех для сборных домов.
В 2017 году концерн расширяет производство сборных домов в Wolf Systembau в Австрии для производства элементов крыши и площадкой для посетителей. Концерн вводит в эксплуатацию пятого завода по сборке домов компании в Италии.

### Wolf System GmbH в Германии
Компания Wolf System GmbH насчитывает около 1250 человек и располагается на площади около 20 гектаров. С объёмом 30000 тонн стали, Wolf System является одним из крупнейших производителей стальных профилей в Европе. Кроме того, ежегодно строится 1700 бетонных резервуаров и около 1700 зданий для сельского хозяйства и промышленности. Ежегодно в Остерхофене производится около 160 деревянных панелей.

## Сельскохозяйственное строительство
Сельскохозяйственное строительство варьируется от ангаров для машин и складских помещений до комплексов для сельскохозяйственной промышленности (коровники, свинарники, птичники, конюшни), технических помещений.

## Промышленное и коммерческое строительство
Концерн проектирует, производит и строит складские и логистические здания, производственные предприятия, муниципальные здания, спортивные и развлекательные центры, автосалоны, гипермаркеты, офисные и административные здания, садовые центры, биоэнергетические заводы, специальные сооружения.

## Стальные конструкции
Концерн производит стальные конструкции для ведущих немецких строительных компаний.

## Железобетонные резервуары
Концерн производит следующие виды сооружений: очистные сооружения, сборники дождевой воды, резервуары питьевой воды, пожарные резервуары, хранилища навоза, реакторы-ферментеры биогазовых установок, силосы для опилок и стружек, силосы для биомассы, силосы для сыпучих материалов.

## Сборные дома
Компания проектирует, производит и возводит сборные дома, дома индивидуального типа, многоквартирные дома, террасные дома, медицинские учреждения, детские сады и школы. Ежегодно производится около 1000 готовых домов.